# Santo Cristo de las Angustias
El Santo Cristo de las Angustias, conocido también como el Cristo Moro o el Cristo Mozárabe, es una advocación de la crucifixión de Jesús, venerada en la ciudad de Popayán, capital del departamento del Cauca en Colombia. Contando con su santuario principal de veneración en la Catedral Basílica de Nuestra Señora de la Asunción, ubicada en pleno Centro Histórico de la urbe.

## Historia
Es una imagen realizada en madera policromada procedente de la escuela de escultura española que se desarrolló a lo largo del siglo XVII,representa a un Cristo crucificado en actitud agónica mirando fijamente al cielo ya en los últimos instantes de su vida por lo que de ahí recibe su nombre de Santo Cristo de las Angustias. Su apodo de Cristo Moro o Mozárabe se debe a que Jesús cuenta con características árabes en sus facciones, además de tener su piel morena que fueron fruto de su estilo único mudéjar hispano-musulmán, típico de la zona de Andalucía.
Cuenta así mismo como ornamentos a una corona de espinas y sus tres potencias en plata, además de una hermosa cruz en policromía verde al que está clavado.
Muy posiblemente llegó a Popayán durante el auge económico y social que experimentó la ciudad en esa época, en la que las familias aristocráticas hacían de principales mecenas y promotores de la importación de nuevas imágenes provenientes de diversos lugares como lo fueron: Quito, Perú, Francia, Italia o la misma España desde algunas de sus ciudades más conocidas como Sevilla, Granada o Valladolid. 
Muy prontamente después a su llegada, se la integró en los desfiles sacros que constituyen la Semana Santa Mayor que muy posteriormente fueron declarados primero como patrimonio cultural de la nación mediante la Ley 891 de 2004y por último inscritas en la Lista representativa del Patrimonio Cultural Inmaterial de la Humanidad por la Unesco el 30 de septiembre de 2009.
Aunque con la extinción de la Procesión del Lunes Santo en 1906, se la ofreció en venta al pueblo de El Bordo - Cauca en 1914. Sin embargo, no se vendió y se quedó en el acervo de inmuebles religiosos de la Catedral.

## Actual veneración
Hoy en día es venerado durante casi todo el año en la capilla auxiliar occidental de la Catedral Basílica de Nuestra Señora de la Asunción, posterior al altar del Santo Ecce Homo. El retablo dedicado al Santo Cristo se estructura en el estilo neoclásico con dos columnas de fuste liso morado a cada lado del nicho que son coronadas por capiteles dorados de orden compuesto, desde ellos surge un gran arco de medio punto que termina de enmarcar el conjunto de El Calvario, constituido por el Cristo Moro, una Dolorosa y un San Juan (que son imágenes españolas del siglo XVIII). Se piensa que este espacio pudo haber estado destinado en sus orígenes a la patrona del templo y de la ciudad entera, Nuestra Señora de la Asunción, del Tránsito o del Reposo de Popayán.
A la diestra del retablo se encuentra la entrada que desciende hacia la Cripta de los Arzobispos, que resguardan como última morada los restos mortales de algunos de los prelados que presidieron la cátedra payanesa y a la izquierda hay un pedestal que sustenta una imagen del Divino Niño Jesús del 20 de Julio.

## Semana Santa

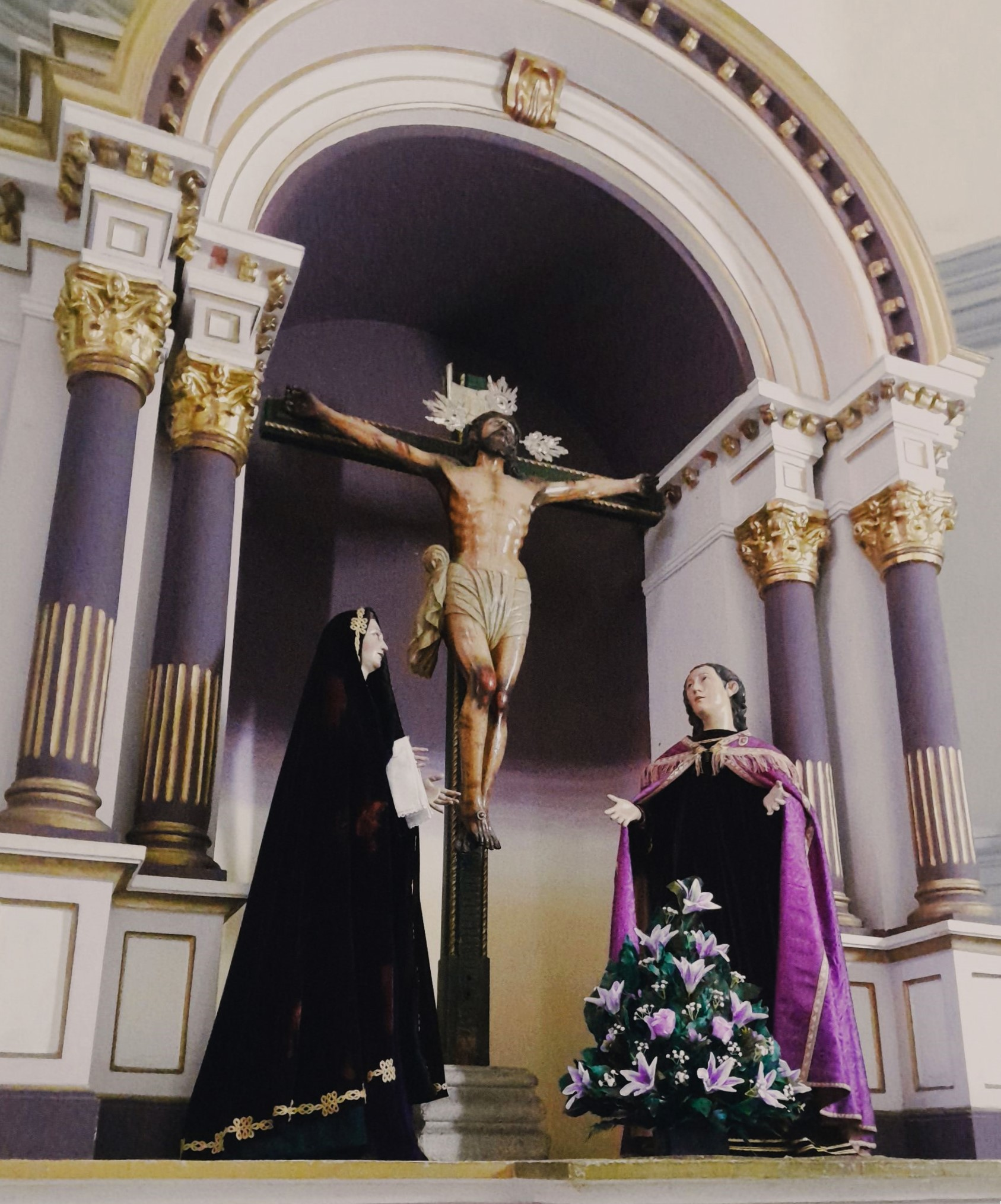
El Calvario, que un día salieron en la Procesión del Lunes Santo

### Procesión de Lunes Santo
El primer desfile que participó el Santo Cristo desde tiempos coloniales fue la denominada Procesión del Clero que se desarrollaba el Lunes Santo, contando como su primera sede en la Catedral Basílica de Nuestra Señora de la Asunción desde su establecimiento hasta el fatídico terremoto de 1885 cuando la procesión fue trasladada la Iglesia de San José con el fin de salvarla, lo que fue en vano pues en 1906 terminó por extinguirse este desfile por la falta de apoyo económico y organizativo, a esto contribuyeron muchos factores más entre lo que destaca mencionar la guerra civil de 1876 cuando algunas familias huyeron de Popayán hacia Ecuador.Según refiere José María Vergara y Vergara y Jaime Fletcher,entre los pasos del orden del desfile se incluía al Cristo Moro.
Procesionando como su propio paso denominado como El Santo Cristo de las Angustias, salía a desfilar en el Lunes Santo, posicionándose entre los pasos de La cruz a cuestas o El Nazareno por enfrente y a Nuestra Señora de los Dolores por detrás.

### Procesión de Martes Santo
El segundo y actual desfile sacro en el que participa el Cristo Moro es la Procesión de Nuestra Señora de los Dolores realizada durante la noche del Martes Santo y con sede en la Iglesia de San Agustín, por lo que por falta de espacio, el paso es resguardado en la Catedral hasta que sale a desfilar.
El paso en el que procesiona el Santo Cristo se le denomina como El Calvario (constituido por el Crucifijo hispano-árabe del siglo XVII, Nuestra Señora de los Dolores y San Juan. Imágenes españolas del siglo XVIII), las tres tallas pertenecieron en su tiempo a la desaparecida Procesión de Lunes Santo. Posicionándose entre el paso de El Señor del Perdón por enfrente y el del Cristo de la Sed por detrás, siendo presidido delante por la Banda de músicos de la Fuerza Aérea Colombiana y el Estandarte Junta Permanente Pro Semana Santa, que es portado por el alcalde de la ciudad de Popayán, sus secretarios y miembros del Concejo municipal.